# Stigen, Sandvikens kommun
Stigen är en tidigare småort i Ovansjö socken i Sandvikens kommun, Gävleborgs län. 2015 hade folkmängden i området minskat och småorten upplöstes.